# Tropska oluja
Tropska oluja je meteorološka pojava na Zemlji koja se sastoji od brzih vjetrova te mnogo kiše.  Nastaje u tropskim krajevima, može trajati nekoliko dana ili tjedana i česta je pojava na istoku SAD, Jugoistočnoj Aziji i na sjeveru Australije. Ista takva oluja kada se pojavi u Indiji i Kineskom moru naziva se tajfun. Zahvaćena površina obično iznosi od 150 do 1000 kilometara u promjeru, a uraganski vjetrovi dostižu brzinu između 150 pa čak do 350 kilometara na sat, a naleti vjetra mogu biti i brži.
Posebnost tropske oluje je miran središnji dio, koji se zove "oko", čiji je promjer između 8 i 25 kilometara. Kada "oko" prelazi preko nekog područja, vjetrovi se gotovo umire, što ponekad zavarava ljude i nagoni ih da povjeruju da je nepogoda prošla. Međutim, kad "oko" oluje prođe, vjetrovi počinju puhati istom jačinom kao i prije, samo iz suprotnog pravca, pošto je to oluja s vjetrovima koji imaju kružno kretanje. 

## Ciklon ili uragan
Ciklon (engl. cyclone, prema grč. ϰύϰλος: krug) ili uragan je pojava sniženog tlaka zraka (ciklona) u području između 30° sjeverne i 30° južne zemljopisne širine, obilježena vrlo snažnim vjetrovima koji u vrtlogu pušu oko središta vrlo niskog tlaka. Najniži su tlakovi (i do 880 hPa) u središtu ciklona, oko kojeg pušu vjetrovi (na sjevernoj polutki u smjeru suprotnom od kretanja kazaljke na satu, a na južnoj u smjeru kretanja kazaljke na satu). 
Područje ciklona može se podijeliti na tri dijela: 
- vanjski dio, u kojem se brzina vjetra povećava prema središtu ciklona; na udaljenosti od 20 do 50 km od središta ciklona vjetrovi dosežu brzine od 72 do 180 km/h;
- područje maksimalnih vjetrova, koje prstenasto okružuje središte ciklona i u kojem brzina vjetrova može doseći i brzine od 300 do 400 km/h;
- oko ciklona, koje se nalazi u središtu ciklona i u kojem se brzina vjetra naglo smanjuje na kojih 15 do 20 km/h i u kojem je nebo gotovo vedro ili malo oblačno.

Promjer ciklona je nekoliko stotina km (najčešće od 80 do 600 km), a prostire se u visinu od 8 do 15 km. Osim jakih vjetrova u ciklonu su jako razvijeni grmljavinski oblaci, kumulonimbusi, s mjestimičnim jakim pljuskovima kiše (i do 250 mm u jednom satu). Uraganski vjetrovi na moru mogu razviti valove visoke 8 do 10 m, a kad prijeđu na kopno mogu izazvati katastrofalna razaranja i ljudske žrtve (tako je na primjer uragan Iniki tijekom rujna 1992. zahvatio Havaje s brzinom vjetra većom od 180 km/h i nanio štetu od 1,8 milijarde USD, ranio oko 100 i izazvao smrt 7 osoba). 
Tropski cikloni općenito su jedna od najsnažnijih pojava u atmosferi: smatra se da ciklon u tijeku 24 sata oslobađa energiju ekvivalentnu redu veličine 500 tisuća atomskih bomba bačenih 1945. na japanske gradove. 

### Podjela ciklona
Cikloni se dijele na: 
- tropske depresije, u kojima vjetar puše brzinom od 37 do 63 km/h,
- tropske oluje, u kojima je brzina vjetrova između 64 i 118 km/h,
- te uragane, u kojima vjetrovi premašuju brzine od 118 km/h.

Najveći broj tropskih ciklona nastaje na oceanima u sjevernome dijelu tropske zone Tihog oceana (oko 32 tropskih ciklona na godinu) kada temperatura vode nije niža od 26 do 27 °C i oni se premještaju u skladu s općim vodećim strujanjem zraka u visinama. 
Jaki tropski cikloni u sjevernome dijelu Atlantskog oceana, Karipskom moru, Meksičkom zaljevu, zapadnome dijelu južnog Pacifika (Tihi ocean) i jugoistočnome dijelu sjevernog Pacifika zovu se uragani, odnosno po američkom engleskome hurikani (eng. hurricane). U Indijskom oceanu, Bengalskom zaljevu i Arapskom moru tropski ciklon naziva se ciklon, a u zapadnome dijelu sjevernog Pacifika, u vodama Kine i Japana tajfun. Na sjeverozapadnoj obali Australije ciklon se zove willy-willy, na zapadnoj obali Meksika cordonazo, a na Filipinima baguio ili baruio. Nastanak i gibanje ciklona (kojima se daju u posljednje vrijeme nazivi ljudskih imena radi boljeg razlikovanja) prati se zadnjih tridesetak godina meteorološkim satelitima, pa se tako na vrijeme upozorava ugrožena područja o mogućem udaru ciklona, čime se uglavnom izbjegnu ljudske žrtve. Zasad nema mogućnosti umjetnog (ljudskog) djelovanja na ciklone radi promjene njihove putanje ili smanjenja jakosti (intenziteta).

## Poveznice
- Vjetar
- Ciklona
- Anticiklona

## Vanjske poveznice
|  | Zajednički poslužitelj ima još gradiva o temi Tropska oluja |